# Guardamar del Segura
Guardamar del Segura – miasto we wschodniej Hiszpanii, we wspólnocie Walencja na południowo-wschodnim wybrzeżu 30 km od Alicante. Ma tu ujście rzeka Segura do Morza Śródziemnego. Głównym impulsem do rozwoju miasta jest turystyka, przemysł (fabryka akumulatorów samochodowych), rolnictwo i budownictwo. Patronką miasta jest Matka Boża Różańcowa.